# Rod och Todd Flanders
Rodd och Todd Flanders (spelade av Pamela Hayden respektive Nancy Cartwright) är två rollfigurer i den animerade tv-serien Simpsons. 

## Biografi
Rod och Todd är Ned och Maude Flanders söner. De bor grannar med familjen Simpson. När de vill ha roligt spelar de sällskapsspel. Precis som sina föräldrar dyrkar de Gud utöver allt annat och är noga med att gå i kyrkan; en gång lyckades dock Marge med att få Rod och Todd att för en gångs skull tänka själva vilket gjorde att de blev mer självständiga emot sin far. Deras mest kända replik är yeaah som de utbrister i när Ned anser att man ibland måste göra saker som inte alltid är så kul; till exempel i säsong 11, episod 10, att ha en låtsasjul när Homer och Bart antogs ha lepra (egentligen hade Lisa målat dem med grön färg och dessutom fått det att se ut som om de hade sårskorpor) varför de genom Neds försorg skickades till Hawaii för att bli botade. I framtiden kommer de ha en annorlunda läggning som bara några få utvalda vet om.